# 徐以新
徐以新（1911年11月14日—1994年12月30日），曾用名徐一新，出生于浙江省衢县岭头（今浙江省衢州市衢江区），中华人民共和国外交官、曾任中华人民共和国外交部副部长。第六、七届全国政协常委。

## 生平
生于辛亥革命成功之时，其父为他取名“徐一新”寓有“天地一新”之意。 1927年1月追随北伐军参加北伐战争，1927年3月参加上海工人第三次武装起义。4月，在武汉中共中央军委任技术秘书的徐以新，由陈赓等人介绍加入中国共产主义青年团。其后参与南昌暴动，后送入苏联莫斯科中山大学，为“二十八个半布尔什维克”的“半个”，早年支持王明。在苏联学习了机要密码工作。1930年，由中国共产主义青年团转入中国共产党。
回国后，与蔡威、宋侃夫、王子纲等4人熟记了与党中央、江西苏区、赣东北苏区、湘鄂西苏区通联的4个密码本后到赴鄂豫皖苏区的红四方面军开展电台工作。任红四方面军总部参谋，随军长征。
抗战时任延安鲁迅艺术学院政治部主任。1942年5月起，任中共中央整风学习委员会秘书主任。1943年至1945年，任中共中央直属机关党委书记兼中央管理局政治部主任。1948年11月至1949年6月，任沈阳军区政治部主任。
中华人民共和国成立后，进入中国外交部。1950年5月至1951年1月，任外交部苏联东欧司副司长。1951年1月至1954年8月外交部苏联东欧司司长。9月起，担任首任中华人民共和国驻阿尔巴尼亚大使。1958年，担任中华人民共和国驻挪威王国大使。1962年，担任中华人民共和国驻叙利亚大使。1966年，升任中华人民共和国外交部副部长。1979年，担任中华人民共和国驻巴基斯坦大使。

## 家庭
妻子：陆红。徐以新逝世后，一半骨灰安葬于出生地衢州市的岭洋乡岭头村。1995年，立有徐以新纪念碑。2001年，陆红逝世后，一半骨灰合葬于此。
次子：陆放，随母姓。